# Sultan Rahi
 (décembre 2017).
Si vous disposez d'ouvrages ou d'articles de référence ou si vous connaissez des sites web de qualité traitant du thème abordé ici, merci de compléter l'article en donnant les références utiles à sa vérifiabilité et en les liant à la section « Notes et références ».
Sultan Rahi (24 juin 1938 - 9 janvier 1996) était un acteur très populaire du cinéma pakistanais. Son nom est cité dans le Livre Guinness des records comme l’un des comédiens les plus prolifiques de l’histoire du cinéma mondial. 
Avec plus de 500 films à son palmarès, il s’impose comme un élément important du cinéma pakistanais. En compagnie de l'actrice Anjuman, ils formèrent, dans les années 70 et 80, un couple connu qui a marqué les films d'action du Penjab, avec une multitude de films ultra-violents aux montages psychotiques et épileptiques, qui bousculèrent toutes les conventions du genre. 

## Biographie
Sultan Rahi de son vrai nom Sultan Muhammad, est né en 1938 d’une famille d’immigrés de l’Uttar Pradesh (région du nord-Est de l’Inde) et installée à Rawalpindi, au Pendjab. Sultan commence sa carrière d’acteur non pas au cinéma mais sur les planches d’un théâtre abandonné où il surjoue quelques pièces dramatiques.
Il intégrera ensuite le 7e art via de petits rôles, en commençant par faire de la figuration sur le film Baghi.
Si les années 60 ne lui réservent encore que des seconds rôles, il commence peu à peu à se faire connaître du public, en jouant dans un premier temps des rôles de méchants, puis en campant, à partir du début des années 70, des rôles de héros. C’est finalement en 1972 que sa carrière prend une tournure décisive, avec pas moins de trois films tenant le haut de l’affiche durant plusieurs mois, où il parvient enfin à gagner sa vie. En 1979, Maula Jatt, impose définitivement son personnage interchangeable d’un film à un autre, de redresseur de torts incorruptible et protecteur des opprimés. Le succès de ce western paki est immédiat, engendrant un assez grand nombre de suites, ce qui en fait la première franchise de l’histoire de Lollywood.
Son physique de Pakistanais moyen, idéal pour l’identification du spectateur local, et sa capacité à déclamer de longues tirades shakespeariennes avant chaque combat, en feront l’un des acteurs les plus appréciés de l’ancienne partie islamique de l’Inde.
Les années 80 seront les années de la consécration, qui verront s'enchaîner les succès au box-office Pakistanais, tels Sher Kanh, Chan Veryam et même un certain The Godfather Kanh dont Coppola se serait, paraît-il, inspiré pour mettre en scène sa trilogie. On le voit dans des productions de plus en plus improbables, comme Hitlar, dans lequel il affronte le fils du Führer, ou bien Janbaaz

### Décès
Dans les années 90, tandis que toutes les industries de cinéma populaire du monde s’écroulent les unes après les autres, Lollywood résiste tant bien que mal et Sultan continue de tourner régulièrement. Pourtant, le 9 janvier 1996, alors qu’il est âgé de 57 ans et qu’on lui promet encore de nombreux rôles de jeune premier, Sultan Rahi, au volant de sa voiture, roule sur la Grand Trunk Road (route entre Lahore et Islamabad), où il est tué à bout portant. Selon le rapport de police, Sultan aurait été assassiné par deux tueurs non identifiés alors qu’il changeait la roue de son véhicule. Une affaire un peu trouble qui n’a jamais été résolue.
De son vivant il aura tourné plus de 700 films, dont au moins 500 en tant que vedette entre 1972 et 1995.

## Filmographie

### Cinéma
- 1940 : Dad Rudd, M.P. : Susie
- 1950 : Ha'penny Breeze : Florrie Catchpowell (non crédité)
- 1979 : Maula Jatt
- 1982 : The Clinic

### Télévision

#### Séries télévisées
- 1959 : Emergency : May
- 1962-1963 : Consider Your Verdict : Mrs. Burns / Joyce Breasley
- 1966-1975 : Homicide : Mrs. Martin / Dry-Cleaning Manager / Mrs. Marshall / ...
- 1970-1974 : Division 4 : Mrs. Anderson / Mrs. Costa / Mrs. Stewart
- 1971-1976 : Matlock Police : Nell Kennedy
- 1979 : Prisoner : Mrs. Henries
- 1980 : Water Under the Bridge : Merle
- 1980 : Young Ramsay : Daisy Hawkins
- 1983 : Filles et Garçons : Mrs. Porter

#### Téléfilms
- 1961 : Quiet Night : Matron